# لوي باشوليي
لوي جون-باتيست ألفونس باشوليي (بالفرنسية: Louis Jean-Baptiste Alphonse Bachelier)‏ هو عالم رياضيات فرنسي. ولد في 11 مارس 1870 وتوفي في 28 أبريل 1946. عمل على الأقل على العمليات التصادفية وعلى الحركة البراونية.

## أعماله
- نظرية الاحتكار